# Graphite-Epoxy Motor
Graphite-Epoxy Motor (GEM) is een serie vastebrandstof hulpraketten voor draagraketten van Northrop Grumman Space Systems. De productie was eerder in handen van Alliant Techsystems, Orbital ATK en Northrop Grumman Innovation Systems.

## Versies

### GEM-40
De eerste GEM-boosters, de GEM-40 werden ontwikkeld om de stalen Thiokol Castor-boosters van de Delta II-6000 te vervangen op de Delta II-7000. De GEM is gemaakt van een composietmateriaal dat bestaat uit epoxy dat met koolstofvezel is verstevigd. Er werden drie, vier of negen stuks aan een Delta II bevestigd. Wanneer er negen boosters aan de raket zaten werden er zes op de grond ontstoken en drie in de lucht nadat de eerste zes waren opgebrand. De opgebrande zes werden afgeworpen. Het getal veertig stond voor de diameter in inches.

### GEM-46
De GEM-46 werd ontwikkeld voor de Delta III. De eerste drie testvluchten van deze raket verliepen niet naar wens. Twee explodeerden en de derde haalde niet de gewenste baan waarop de raket werd geannuleerd. De GEM-46 werd vervolgens gebruikt voor een krachtiger variant van de Delta II, genaamd Delta II Heavy.

### GEM-60
De GEM-60 werd ontworpen als toevoeging aan de Delta IV-medium+ en de Delta IV-medium++. Deze raket kon zonder aanhaakboosters vliegen, maar met twee of vier extra GEM-60’s nam de vrachtcapaciteit of de maximale snelheid flink toe. De krachtigste variant van de Delta IV, de Delta IV-Heavy gebruikte geen GEM-boosters maar is een zogenaamd triplecore-ontwerp.
Bij de Delta IV was een van de aanhaakboosters voorzien van een kantelbare straalpijp. De rest had een vaste straalpijp. Het sturen en het rolprogramma werd met die ene booster en de RS-68-hoofdmotor van de eerste trap gedaan.

### GEM-63 en GEM-63XL
De GEM-63XL is ontworpen voor de Vulcan die de Delta IV en Atlas V vervangt. Omdat United Launch Alliance wilde dat zoveel mogelijk van de te gebruiken technieken al voor de introductievlucht van de Vulcan zich al hadden bewezen, werd besloten de AJ-60 boosters van de Atlas V te vervangen door een kortere variant met dezelfde diameter; de GEM-63. Bijzonder aan de GEM-63 is dat deze werd ontworpen om precies even krachtig te zijn als de AJ-60 zodat de eerste trap van de Atlas V dezelfde belasting zou krijgen. Om die reden heeft de voorkant van de GEM-63 ook een andere vorm dan die van alle andere GEM-varianten zodat ook de aerodynamica van de Atlas V gelijk bleef. Northrop Grumman was in staat geweest een krachtiger booster met dezelfde afmetingen te maken maar door de specificaties gelijk te houden hoefde de Atlas V niet te worden herkeurd. Er kunnen tot vijf GEM-63’s aan de Atlas V worden toegevoegd. De GEM-63XL is een geoptimaliseerde, langere versie van de GEM-63, waarvan er twee, vier of zes stuks aan de Vulcan kunnen worden toegevoegd. De XL-variant is 22 procent krachtiger dan de GEM-63 maar brandt 10 seconden korter.

#### Geannuleerde GEM-63XLT
Northrop Grumman had ook de GEM-63XLT op de planning als toevoeging aan de OmegA. Die raket werd in 2020 een jaar voor de geplande debuutvlucht geannuleerd. Bij de intermediate-variant van de OmegA zouden de GEM-63XLT niet apart worden afgeworpen maar aan de eerste trap blijven vastzitten omdat de brandtijd van beiden gelijk zou zijn. Bij de OmegA-Heavy die een grotere eerste trap zou hebben zouden de aanhaakbooster wel eerder worden afgeworpen.

## Eigenschappen
| Variant  | Stuwkracht | Brandtijd | Lengte  | Diameter | Massa start | Massa zonder brandstof | Gebruikt voor            | Eerste gebruik | Laatste gebruik | Variaties                                                                             |
| -------- | ---------- | --------- | ------- | -------- | ----------- | ---------------------- | ------------------------ | -------------- | --------------- | ------------------------------------------------------------------------------------- |
| GEM-40   | 499 kN     | 63 s      | 12,96 m | 1,02 m   | 13.064 kg   | 1361 kg                | Delta II-7000            | 1990           | 2018            | Zowel vaste als stuurbare straalpijp, zowel op de grond als in de lucht ontsteekbaar. |
| GEM-46   | 608 kN     | 75 s      | 14,70 m | 1,17 m   | 19.290 kg   | 2280 kg                | Delta III Delta II-7000H | 1998           | 2011            | Zowel vaste als stuurbare straalpijp, zowel op de grond als in de lucht ontsteekbaar. |
| GEM-60   | 758 kN     | 90 s      | 16,20 m | 1,52 m   | 33.199 kg   | 3250 kg                | Delta IV Medium          | 2002           | 2019            | Zowel vaste als stuurbare straalpijp                                                  |
| GEM-63   | 1663 kN    | 97,6 s    | 20,12 m | 1,60 m   | 49.342 kg   | 5256 kg                | Atlas V                  | 2020           | >2028           | Een versie                                                                            |
| GEM-63XL | 2060 kN    | 87,3 s    | 21,97 m | 1,62 m   | 53.034 kg   | 5181 kg                | Vulcan-Centaur           | 2024           | -               | Een versie                                                                            |

## Anomalieën
Enkele keren deed zich een probleem voor met een GEM-booster tijdens een lancering.

### Delta II Koreasat 1
Op 5 augustus 1995 mislukte het afwerpen van een van de negen GEM-40-boosters waardoor de Delta II niet de juiste baan bereikte.

### Delta II GPS-2R 1
In 1997 ontplofte een Delta II tijdens missie GPS-2R 1. Een GEM40-booster was tijdens het transport op het oog licht beschadigd geraakt. Tijdens de lancering bleek de schade dusdanig dat de boosters na dertien secondes ontplofte en de rest van de raket mee ontplofte. Cape Canaveral Lanceercomplex 17 liep grote schade op door de brandende brokstukken.

### Delta III Galaxy 10
Op 27 augustus 1998 tijdens de eerste lancering van een Delta III raakte in een van de GEM-46’s de hydraulische vloeistof op, waarmee de straalpijp van de booster wordt bewogen. Dit was het gevolg van een fout bij coördinatie door boordcomputer van de raket waardoor de booster te veel stuurinstructies kreeg en zijn hydraulische vloeistof verbruikte. Doordat de straalpijp niet meer kon bewegen en daarmee de controle over de raket verloren ging, kreeg de raket een zelfvernietigingsinstructie en ontplofte deze.

### Vulcan Cert-2
Op 4 oktober 2024 brak de straalpijp van een GEM-63XL tijdens de lancering van de tweede Vulcan-Centaur af. Desondanks voltooide de raket zijn missie.